# James Norton (ator)
James Geoffrey Ian Norton (Londres, 18 de julho de 1985) é um ator inglês.